# Мендес да Силва, Давид
Давид Микел Мендеш да Силва Гонсалвеш (порт. David Miquel Mendes da Silva Gonçalves), более известный как Давид Мендеш да Силва (нидерл. David Mendes da Silva; род. 4 августа 1982, Роттердам) — нидерландский футболист кабо-вердианского происхождения, полузащитник. В составе сборной Нидерландов провёл 9 матчей.

## Карьера

### Клубная
Футболом начал заниматься в академии роттердамской «Спарты», а с 1999 года выступал за взрослую команду этого клуба. НАК Бреда подписала Мендеса летом 2004 года, контракт был заключён на 4 года. Через два года его купил АЗ из Алкмара, с которым игрок подписал договор на 5 лет. С этим клубом Давид стал чемпионом страны в сезоне-2008/09. В 2010 перешёл в австрийский «Ред Булл». Отыграв в нём три сезона (в 2012 стал чемпионом страны и обладателем Кубка), да Силва покинул клуб. Летом 2013 года в статусе свободного агента пополнил ряды греческого «Панатинаикоса».
В июне 2017 года объявил о завершении игровой карьеры.

## Достижения
- Чемпион Нидерландов: 2009
- Обладатель Суперкубка Нидерландов: 2009
- Чемпион Австрии: 2012
- Обладатель Кубка Австрии: 2012
- Обладатель Кубка Греции: 2014